# Andrzej Sokołowski
Andrzej Sokołowski (* 23. November 1948 in Komorzno) ist ein ehemaliger polnischer Handballspieler und Handballtrainer.

## Karriere

### Verein
Andrzej Sokołowski lernte das Handballspielen mit 15 Jahren beim polnischen Verein Gwardia Opole, mit dem er 1967 polnischer Jugendmeister wurde. Ab 1968 spielte der 1,92 m große Kreisläufer für den Erstligisten Śląsk Wrocław, mit dem er 1969 und 1976 den polnischen Pokal gewann. Nach drei zweiten Plätzen in der polnischen Meisterschaft 1969, 1970 und 1971 wurde Sokołowski an der Seite des fünf Jahre jüngeren Jerzy Klempel, den er bereits bei Gwardia Opole kennengelernt hatte, von 1972 bis 1978 siebenmal in Folge polnischer Meister. Im Europapokal der Landesmeister 1977/78 unterlag er mit Śląsk Wrocław dem DDR-Meister SC Magdeburg im Endspiel mit 22:28. 1978 wechselte er nach Belgien zum KS SC Mechelen, mit dem er 1979 belgischer Meister wurde. Im Februar 1981 kehrte er zu Śląsk Wrocław zurück und gewann 1981 und 1982 den polnischen Pokal sowie 1982 die Meisterschaft. Von 1983 bis 1985 arbeitete Sokołowski dort als Trainer. Im Januar 1987 ging er wieder nach Belgien zu HC Apolloon Kortrijk, zunächst als Spieler und Spielertrainer, ab 1988 als Cheftrainer. 1994 übernahm er im Verein die Frauenmannschaft. In Izegem wurde er Trainer der Männermannschaft von HC Izegem, die er aus der dritten in die erste belgische Liga führte. 2010 übernahm er die Frauenmannschaft von DHT Middelkerke-Izegem. Später betreute er noch den Desselgemse HC.

### Nationalmannschaft
Mit der polnischen Nationalmannschaft belegte Andrzej Sokołowski bei der Weltmeisterschaft 1970 einen der Plätze 13 bis 16. Bei den Olympischen Spielen 1972 kam er mit der polnischen Auswahl auf den zehnten Rang. Nachdem er für die Weltmeisterschaft 1974 nicht nominiert worden war, kehrte er für den World Cup 1974 ins Team zurück und erreichte den zweiten Platz. Mit der polnischen Universitätsauswahl gewann er die Bronzemedaille bei der Handball-Studentenweltmeisterschaft 1975. Bei den Olympischen Spielen 1976 gewann der Kreisspieler die Bronzemedaille. Nach dem sechsten Platz bei der Weltmeisterschaft 1978 beendete er seine Nationalmannschaftslaufbahn. Insgesamt bestritt er 148 Länderspiele, in denen er 180 Tore erzielte.

### Auszeichnungen
Bei der im Jahr 2001 von der polnischen Zeitschrift „Tempo“ durchgeführten Wahl der besten polnischen Spieler aller Zeiten wurde Sokołowski zum besten Kreisläufer gewählt.